# ستيف كارتر (سياسي)
ستيف كارتر (بالإنجليزية: Steve Carter)‏ هو محامي وسياسي أمريكي، ولد في 1954 في مقاطعة ليك في الولايات المتحدة. حزبياً، نشط في الحزب الجمهوري.